# Helmut Fink (Politiker)
Helmut Fink (* 27. Mai 1928 in Oberbiel; † 8. Januar 1990 in Westerburg) war ein deutscher Politiker (SPD).

## Leben
Fink besuchte die Volksschule und absolvierte im Anschluss eine Feinmechanikerlehre, die er 1945 mit der Gesellenprüfung abschloss. Gegen Ende des Zweiten Weltkrieges wurde er dienstverpflichtet und geriet in Gefangenschaft. Nach seiner Entlassung aus der Kriegsgefangenschaft arbeitete er bis 1956 als Feinmechaniker und Dreher. Er war seit 1948 Mitglied der IG Metall und trat 1953 in die SPD ein, für die er von 1956 bis 1982 hauptberuflich als Parteisekretär fungierte. Daneben betätigte er sich ehrenamtlich als Prädikant in der evangelischen Kirche. Von 1970 bis 1975 war er Mitglied der Kirchenleitung und danach Mitglied der Synode der Evangelischen Kirche in Hessen und Nassau.
Fink war von 1955 bis 1970 Kreisvorsitzender der SPD im Oberwesterwaldkreis. Er engagierte sich kommunalpolitisch, wurde 1956 in den Kreistag des Oberwesterwaldkreises gewählt und gehörte bis 1969 auch dem Kreisausschuss an. Von 1969 bis 1981 war er Vorsitzender der SPD-Kreistagsfraktion im Oberwesterwald- bzw. nach der Gebietsreform 1974 im Westerwaldkreis. Ab 1960 war er Mitglied des Stadtrates und von 1960 bis 1970 Erster Beigeordneter in Westerburg.
Dem Rheinland-Pfälzischen Landtag gehörte Fink vom 16. Dezember 1969, als er für den verstorbenen Abgeordneten Otto Schmidt nachrückte, bis 1987 an. Bei den Landtagswahlen 1971, 1975, 1979 und 1983 wurde er jeweils über einen Listenplatz der SPD ins Parlament gewählt. Von 1969 bis 1971 war er Mitglied des Ausschusses für die Verwaltungsreform und von 1971 bis 1987 Mitglied des Petitionsausschusses, ab 1975 als stellvertretender Vorsitzender. Außerdem war er von 1983 bis 1987 Mitglied des Rechtsausschusses und des Zwischenausschusses.

## Auszeichnungen
- 1975: Verdienstkreuz am Bande der Bundesrepublik Deutschland
- 1976: Freiherr-vom-Stein-Plakette des Landes Rheinland-Pfalz
- 1982: Verdienstkreuz 1. Klasse der Bundesrepublik Deutschland